# One Hundred Men and a Girl
One Hundred Men and a Girl (Brasil: Cem Homens e Uma Menina / Portugal: Cem Homens e Uma Rapariga) é um filme norte-americano de 1937, do gênero comédia, dirigido por Henry Koster  e estrelado por Deanna Durbin e Leopold Stokowski.
Foi o primeiro filme estrangeiro de fim-de-ano na RTP em Portugal, emitido às 17 e 15 de Sexta-feira, dia 1 de Janeiro de 1965, nesta estação televisiva.

## Produção
Despudoradamente sentimental, com a discreta lembrança da Grande Depressão ao fundo, One Hundred Men and a Girl foi o segundo sucesso consecutivo de Deanna Durbin para a Universal. Um conto de fadas do início ao fim, a feliz combinação entre a espontaneidade da jovem soprano e uma história prazerosa encantou as plateias.
Um efeito colateral dessa boa acolhida foi a revisão do contrato da atriz: ela teve o salário dobrado para 3000 dólares por semana, mais um adicional de 10000 dólares para cada filme subsequente.
Deanna canta It's Raining Sunbeams, de Frederick Hollander e Sam Coslow, e A Heart That's Free, de Alfred G. Robyn e Thomas Railey, além de Libiamo ne' Lieti Calici, da La Traviata de Verdi, e a Aleluia, do moteto Exultate, Jubilate, de Mozart. Ainda na trilha sonora, trechos da ópera Lohengrin, de Wagner, e da Quinta Sinfonia, de Tchaikovsky. Leopold Stokowski, em uma rara aparição nas telas, conduz a Segunda Rapsódia Húngara, de Liszt, do alto das escadas de uma mansão.
O filme recebeu cinco indicações ao Oscar, tendo levado a estatueta na categoria de Melhor Trilha Sonora.
Para Ken Wlaschin, One Hundred Men and a Girl é um dos dez melhores trabalhos de Deanna Durbin.

## Sinopse
Patricia Cardwell monta uma orquestra formada por cem desempregados, entre eles seu próprio pai, John. A luta agora é convencer o maestro Leopold Stokowski a liderá-los em um concurso que pode resultar em um contrato com uma emissora de rádio. A princípio reticente, Stokowski acaba por se render quando ouve os músicos executar a Segunda Rapsódia Húngara, de Liszt.

## Premiações
| Patrocinador | Prêmio | Categoria                                                                                      | Situação                   |
| ------------ | ------ | ---------------------------------------------------------------------------------------------- | -------------------------- |
| Academia     | Oscar  | Melhor Filme Melhor História Original Melhor Edição Melhor Trilha Sonora Melhor Mixagem de Som | Indicado Vencedor Indicado |

## Elenco
| Ator/Atriz        | Personagem              |
| ----------------- | ----------------------- |
| Deanna Durbin     | Patricia Cardwell       |
| Leopold Stokowski | Leopold Stokowski       |
| Adolphe Menjou    | John Cardwell           |
| Alice Brady       | Senhora Frost           |
| Eugene Pallette   | John Frost              |
| Mischa Auer       | Michael                 |
| Billy Gilbert     | Proprietário da garagem |
| Alma Kruger       | Senhora Tyler           |
| Jack Smart        | Porteiro                |
| Jed Prouty        | Bitters                 |
| Jameson Thomas    | Russell                 |
| Howard Hickman    | Johnson                 |
| Frank Jenks       | Taxista                 |